# Thomas Frieden
Pour les articles homonymes, voir Frieden.
Thomas R. Frieden est un médecin américain. Spécialisé dans le domaine des maladies infectieuses, il a été directeur des Centres pour le contrôle et la prévention des maladies (CDC) et administrateur de l'Agency for Toxic Substances and Disease Registry. Il a également été commissaire du New York City Department of Health and Mental Hygiene (en) de 2002 à 2009.

## Biographie
Frieden obtient un baccalauréat universitaire ès lettres de l'Oberlin College en 1982, puis un M.P.H. de la Columbia University Mailman School of Public Health (en) en 1985 et un M.D. du Columbia University College of Physicians and Surgeons (en) en 1986. Il fait sa résidence au Centre médical de l'université Columbia et complète une sous-spécialité en maladies infectieuses à la Yale School of Medicine (en) et au Yale–New Haven Hospital (en).
Frieden travaille sur la tuberculose humaine à New York, d'abord en tant qu'officier de l'Epidemic Intelligence Service (en), puis comme assistant commissaire à la santé et directeur du DOHMH Bureau of Tuberculosis Control,.

## Publications
- (en) T. R. Frieden et J Mermin, « Applying Public Health Principles to the HIV Epidemic – How Are We Doing? », N Engl J Med, vol. 373, no 23,‎ 3 décembre 2015, p. 2281–2287 (PMID 26624243, DOI 10.1056/NEJMms1513641)
- (en) T. R. Frieden, « Shattuck Lecture: The Future of Public Health », N Engl J Med, vol. 373, no 18,‎ 29 octobre 2015, p. 1748–1754 (PMID 26510022, DOI 10.1056/NEJMsa1511248)
- (en) T. R. Frieden et IK Damon, « Ebola in West Africa – CDC's Role in Epidemic Detection, Control, and Prevention », Emerg Infect Dis, no 11,‎ 21 novembre 2015, p. 1897–1905 (PMID 26484940, DOI 10.3201/eid2111.150949)
- (en) T. R. Frieden, KF Brudney et AD Harries, « Global tuberculosis: perspectives, prospects, and priorities », JAMA, vol. 312, no 14,‎ 8 octobre 2014, p. 1393–1394 (PMID 25188638, DOI 10.1001/jama.2014.11450)
- (en) T. R. Frieden, JW Tappero, SF Dowell, NT Hein, FD Guillaume et JR Aceng, « Safer countries through global health security », Lancet, vol. 383, no 9919,‎ 1er mars 2014, p. 764–766 (PMID 24529561, DOI 10.1016/S0140-6736(14)60189-6)
- (en) T. R. Frieden, « Six components necessary for effective public health program implementation », Am J Public Health, vol. 104, no (1),‎ janvier 2014, p. 17–22 (PMID 24228653, DOI 10.2105/AJPH.2013.301608)
- (en) T. R. Frieden, « Government's role in protecting health and safety », N Engl J Med, vol. 368, no 20,‎ 16 mai 2013, p. 1857–1859 (PMID 23593978, DOI 10.1056/NEJMp1303819)
- (en) T. R. Frieden et JP Koplan, « Stronger national public health institutes for global health », Lancet, vol. 376, no 9754,‎ 20 novembre 2010, p. 1721–1722 (PMID 21093637, DOI 10.1016/S0140-6736(10)62007-7)
- (en) TA Farley, MA Dalal, F Mostashari et T. R. Frieden, « Deaths preventable in the U.S. by improvements in use of clinical preventive services », Am J Prev Med, vol. 38, no 6,‎ juin 2010, p. 600–609 (PMID 20494236, DOI 10.1016/j.amepre.2010.02.016)
- (en) T. R. Frieden, W Dietz et J Collins, « Reducing childhood obesity through policy change: acting now to prevent obesity », Health Aff (Millwood), vol. 29, no 3,‎ march–april 2010, p. 357–363 (PMID 20194973, DOI 10.1377/hlthaff.2010.0039)
- (en) T. R. Frieden, « A framework for public health action: the health impact pyramid », Am J Public Health, vol. 100, no 4,‎ avril 2010, p. 590–595 (PMID 20167880, DOI 10.2105/AJPH.2009.185652)
- (en) T. R. Frieden et KJ Henning, « Public health requirements for rapid progress in global health », Glob Public Health, vol. 4, no 4,‎ 2009, p. 323–337 (PMID 19579068, DOI 10.1080/17441690903089430)
- (en) KD Brownwell et T. R. Frieden, « Ounces of prevention – the public policy case for taxes on sugared beverages », N Engl J Med, vol. 360, no 18,‎ 30 avril 2009, p. 1805–1808 (PMID 19357400, DOI 10.1056/NEJMp0902392)
- (en) T. R. Frieden, « Lessons from tuberculosis control for public health », Int J Tuberc Lung Dis, vol. 13, no 4,‎ avril 2009, p. 421–488 (PMID 19335945)
- (en) T. R. Frieden, JE Myers, MS Krauskopf et TA Farley, « A public health approach to winning the war against cancer », Oncologist, vol. 13, no 12,‎ décembre 2008, p. 1306–1313 (PMID 19091779, DOI 10.1634/theoncologist.2008-0157)
- (en) T. R. Frieden, MT Bassett, LE Thorpe et TA Farley, « Public health in New York City, 2002-2007: confronting epidemics of the modern era », Int J Epidemiol, vol. 37, no 5,‎ octobre 2008, p. 966–977 (PMID 18540026, DOI 10.1093/ije/dyn108)
- (en) J Myers, T. R. Frieden, KM Bherwani et KJ Henning, « Ethics in public health research: privacy and public health at risk: public health confidentiality in the digital age », Am J Public Health, vol. 98, no 5,‎ mai 2008, p. 793–801 (PMID 18382010, DOI 10.2105/AJPH.2006.107706)
- (en) T. R. Frieden et F Mostashari, « Health care as if health mattered », JAMA, vol. 299, no 8,‎ 27 février 2008, p. 950–952 (PMID 18314438, DOI 10.1001/jama.299.8.950)
- (en) T. R. Frieden et JA Sbarbaro, « Promoting adherence to treatment for tuberculosis: the importance of direct observation », Bull World Health Organ, vol. 85, no 5,‎ mai 2007, p. 407–409 (PMID 17639230)
- (en) T. R. Frieden et MR Bloomberg, « How to prevent 100 million deaths from tobacco », Lancet, vol. 369, no 9574,‎ 19 mai 2007, p. 1758–1761 (PMID 17512860)
- (en) R Subramani, T Santha, T Frieden, S Radhakrishna, P Gopi, N Selvakumar, K Sadacharam et P Narayanan, « Active community surveillance of the impact of different tuberculosis control measures, Tiruvallur, South India, 1968-2001 », Int J Epidemiol, vol. 36, no 2,‎ avril 2007, p. 387–393 (PMID 16997851)
- (en) T. R. Frieden, M Das-Douglas, SE Kellerman et KJ Henning, « Applying public health principles to the HIV epidemic », N Engl J Med, vol. 353, no 22,‎ 1er décembre 2005, p. 2397–2402 (PMID 16319391)
- (en) T. R. Frieden et DE Blakeman, « The dirty dozen: 12 myths that undermine tobacco control », Am J Public Health, vol. 95, no 9,‎ septembre 2005, p. 1500–1505 (PMID 16051930)
- (en) T. R. Frieden, F Mostashari, BD Kerker, N Miller, A Hajat et M Frankel, « Adult tobacco use levels after intensive tobacco control measures: New York City, 2002-2003 », Am J Public Health, vol. 95, no 6,‎ juin 2005, p. 1016–1023 (PMID 15914827)
- (en) T. R. Frieden, « Asleep at the switch: local public health and chronic disease », Am J Public Health, vol. 94, no 12,‎ décembre 2004, p. 2059–2061 (PMID 15569951)
- (en) C Chang, J Leighton, F Mostashari, C McCord et T. R. Frieden, « he New York City Smoke-Free Air Act: second-hand smoke as a worker health and safety issue », Am J Ind Med, vol. 46, no 2,‎ août 2004, p. 188–195 (PMID 15273972)
- (en) T. R. Frieden, « Take Care New York: a focused health policy », J Urban Health, vol. 81, no 3,‎ septembre 2004, p. 314–316 (PMID 15273257)
- (en) T. R. Frieden, T. R. Sterling, SS Munsiff, CJ Watt et C Dye, « Tuberculosis », Lancet, vol. 362, no 9387,‎ 13 septembre 2003, p. 887–899 (PMID 13678977)
- (en) T. R. Frieden, « Can tuberculosis be controlled? », Int J Epidemiol, vol. 31, no 5,‎ octobre 2002, p. 894–899 (PMID 12435756)
- (en) GR Khatri et T. R. Frieden, « Rapid DOTS expansion in India », Bull World Health Organ, vol. 80, no 6,‎ 2002, p. 457–463 (PMID 12132002)
- (en) T Frieden et JA Sbarbaro, « The slippery slope to sloppy DOTS », Int J Tuberc Lung Dis, vol. 6, no 5,‎ mai 2002, p. 371–372 (PMID 12019910)
- (en) T. R. Frieden, BH Lerner et BR Rutherford, « Lessons from the 1800s: tuberculosis control in the new millennium », Lancet, vol. 355, no 9209,‎ 25 mars 2000, p. 1088–1092 (PMID 10744106)
- (en) T.R. Frieden, PI Fujiwara, R. Washko et MA Hamburg, « Tuberculosis in New York City – turning the tide », N Engl J Med, vol. 333, no 4,‎ 27 juillet 1995, p. 229–233 (PMID 7791840, DOI 10.1056/NEJM199507273330406)
- (en) T. R. Frieden, T Sterling, A Pablos-Mendez, JO Kilburn, GM Cauthen et SW Dooley, « The Emergence of Drug-resistant Tuberculosis in New York City », The New England Journal of Medicine, vol. 328, no 8,‎ 25 février 1993, p. 521–526 (PMID 8381207, DOI 10.1056/NEJM199302253280801)